# Zamzar
Zamzar és una aplicació web per la convertir arxius. Va ser creada pels germans Mike i Chris Whyley a Anglaterra. Permet a l'usuari convertir arxius sense necessitat de descarregar un programari, i té suport per més de 1.000 tipus de conversió diferents. Els usuaris poden escriure en un URL o carregar un o més arxius (si és que són tots del mateix format) des del seu ordinador, Zamzar després converteix l'arxiu(s) a un altre format especificat per l'usuari. Per exemple, a partir d'un Adobe PDF fer un document Word de Microsoft. Els usuaris reben un correu electrònic amb una adreça URL des d'on es pot descarregar l'arxiu convertit. També és possible manar arxius per la conversió enviant-los per correu electrònic a Zamzar.